# میله پاگشا

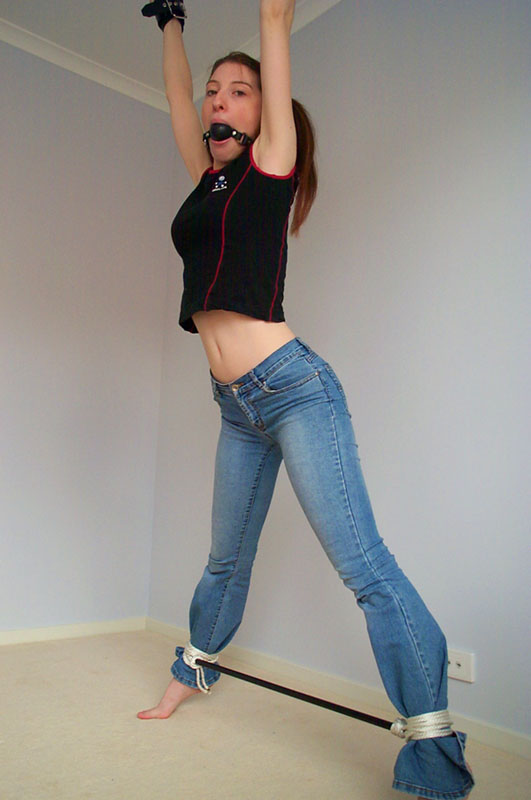
زنی که با میله پاگشا و دهان‌بند بسته شده

میلهٔ پاگُشا (به انگلیسی: Spreader bar) وسیله‌ای است برای مهار بدنی که در بازی‌های جنسی از نوع بانداج استفاده می‌شود.
میله پاگیر یک میله صلب است که معمولاً ۶۰ تا ۹۰ سانتیمتر طول دارد و در هر سر آن یک پابند (بخو) برای بستن و مهار پاها تعبیه شده است.
در طول میله هم ممکن است حلقه‌ها و گیره‌هایی برای بازی‌های خفت‌بندی معلق قرار داده شده باشد.
بعضی از میله‌های پاگیر جمع‌شو هستند و طولی متغیر دارند.
از میله‌های پاگشا برای ایجاد حالت عقابی در بدن هم استفاده می‌شود.

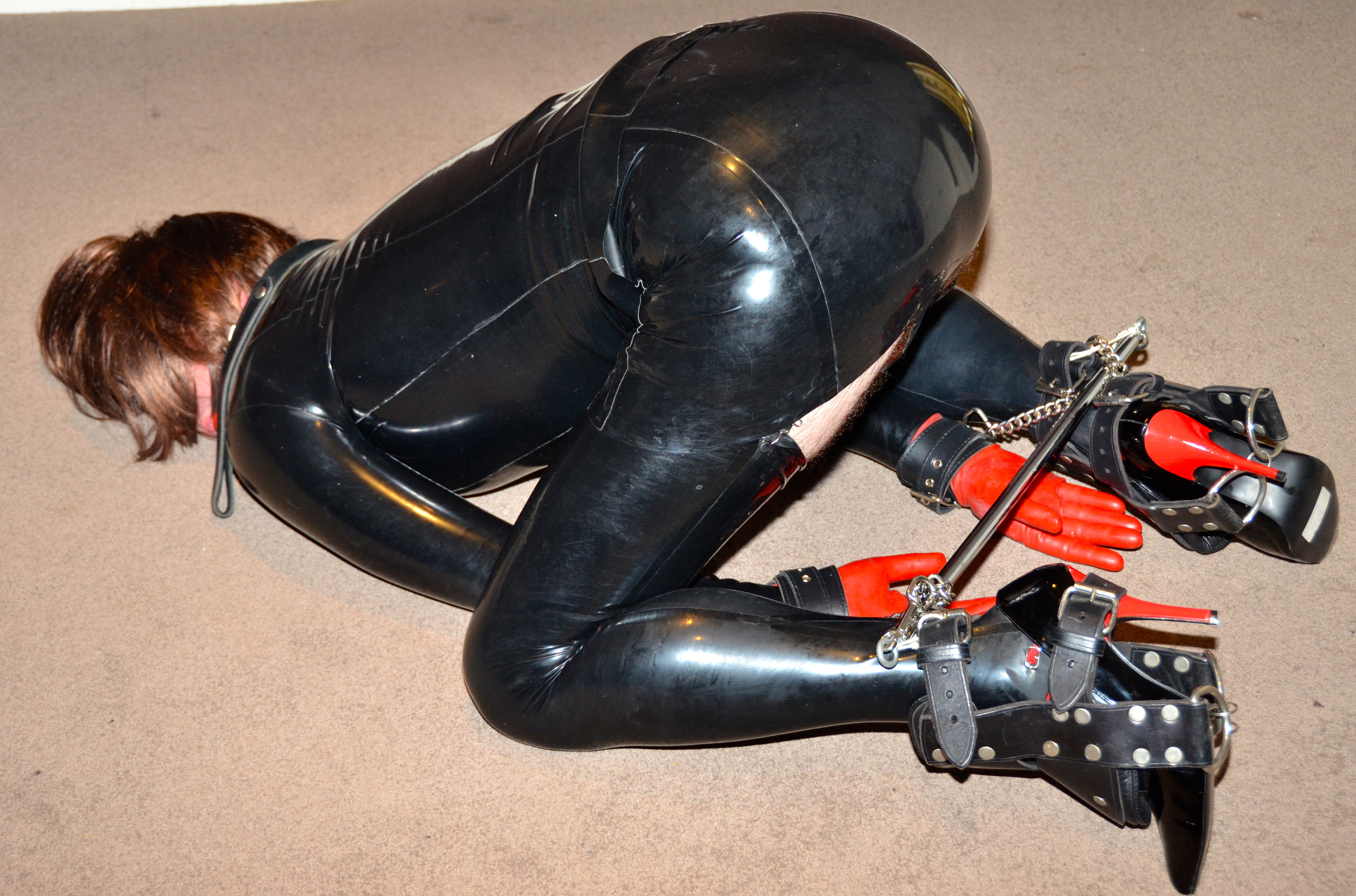
بسته شدن با میله و بانداج به شیوه داگی استایل

به میله‌هایی مانند میله پاگشا که به گردن و مچ‌ها بسته می‌شود یوغ می‌گویند.
نمونه قدیم این وسیله فلک است که به‌ویژه در خاورمیانه و جنوب اروپا استفاده می‌شده. فلک کردن در قدیم همیشه اجباری و بر خلاف میل شخص بوده است ولی در بازی‌های جنسی جدید استفاده از وسایلی مانند میله پاگیر اختیاری و با رضایت شخص انجام می‌شود.

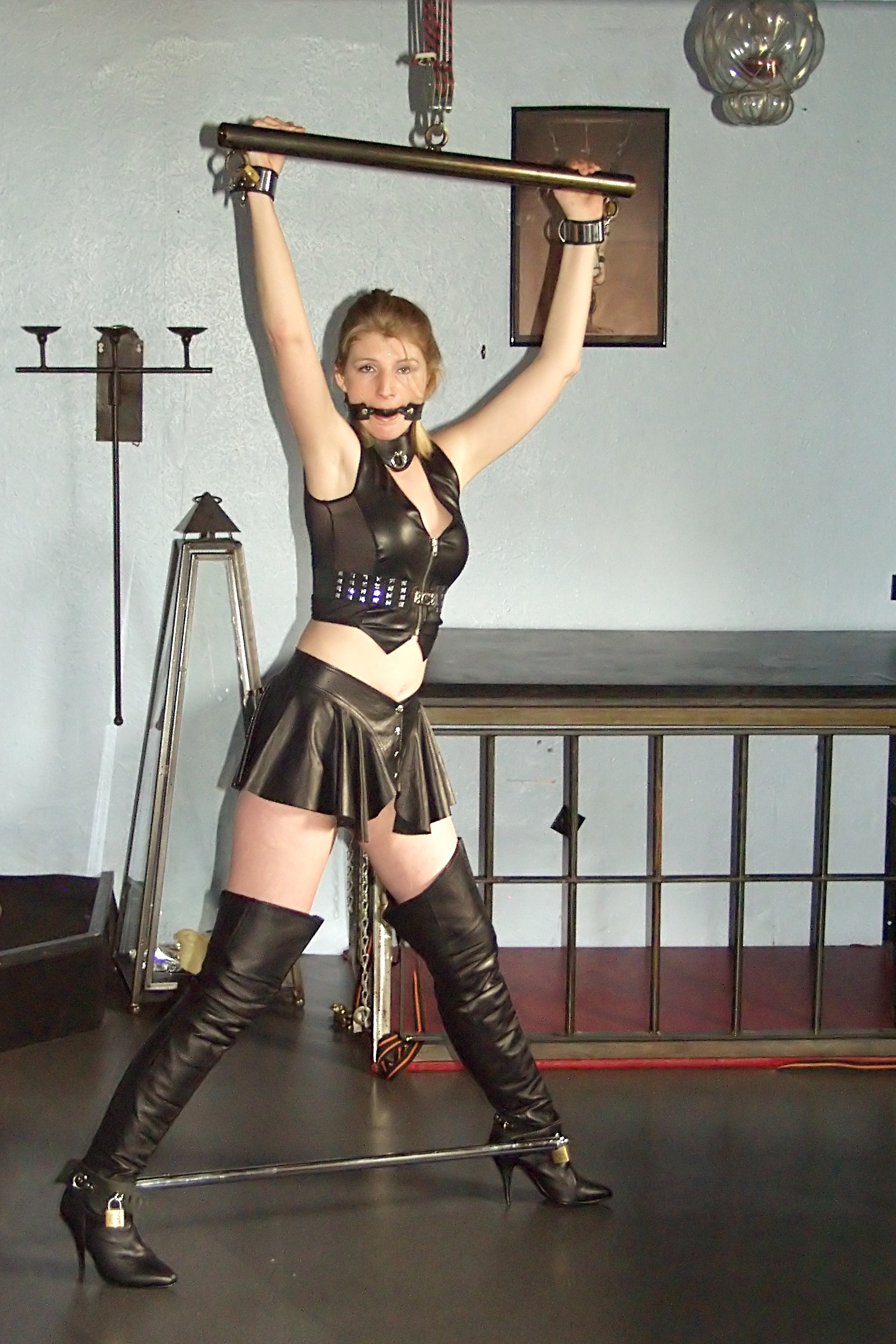
زن لخت به میله وصل شده است.

این رفتار را افرادی که سادیسم جنسی دارند انجام می‌دهند.